# 5868 Ohta
Az 5868 Ohta (ideiglenes jelöléssel 1988 TQ) a Naprendszer kisbolygóövében található aszteroida. Kin Endate,  Vatanabe Kazuró fedezte fel 1988. október 13-án.